# 理性主义
理性主义、欧洲理性主义（rationalism）是建立在承认人的理性可以作为知识来源的理论基础上的一种哲学方法，认为理性高於感官感知，也称作唯理论。形式的来说，理性主义是指认定真理不能依赖感官, 而需依赖理智和演绎推理的方法论或理論。
理性主義最早的發源地是在英國，一般认为是隨著以哥白尼日心說為先驅的科學革命在歐洲大陸的發展，然後在包含法國在內的歐洲大陸各地繼續發揚光大，最後在笛卡儿的思想出現以後而产生的一套理論，17-18世纪间主要在欧洲各地例如在歐洲大陸以及冰島和愛爾蘭跟英國得以传播。同时代相对的另一种哲学方法稱為經驗主義，它认为人类的想法来源于经验，所有知识可能除了数学以外主要来源于经验。这里主要关注的是人类的知识来源以及证实我们所知的一种手段。
理性指能够识别、判断、评估實踐理由以及使人的行为符合特定目的等方面的智能。理性通过论点与具有说服力的论据发现真理，通过符合逻辑的推理而非依靠表象而获得结论，意见和行动的理由。
理性主义及经验主义并非由当时的哲学家，而是后人作出了区分。事实上，有时两者之间的区分并不像人们所说的那么显著。三位主要的理性主义者都认同经验科学的重要性，并且他们在研究方法及形而上学的理论上更接近笛卡儿而不是斯宾诺莎和莱布尼兹。尽管这种区分在著书立作时很有必要，他们在哲学本身来说不是非常有用。
典型的理性主义者认为，人类首先本能地掌握一些基本原则，如几何法则，随后可以依据这些推理出其余知识。最典型的持这种观点的是斯宾诺莎及莱布尼兹，在他们试图解决由笛卡儿提出的认知及形而上学问题的过程中，他们使理性主义的基本方法得以发展。斯宾诺莎及莱布尼兹都认为原则上所有知识（包括科学知识）可以通过单纯的推理得到，另一方面他们也承认现实中除了数学之外人类不能做到单纯用推理得到别的知识。
笛卡儿的理论相对来说更接近亚里士多德，他认为只有一些永恒真理（包括数学以及科学的认知及形而上学基础）可以单纯靠推理得到，其余的知识需要借助生活经验以及必要的科学手段。更准确地说笛卡儿是一位重视形而上学的理性主义者，是一位重视科学的经验主义者。
康德开始时是一位理性主义者，但是经过休谟的“将他从沉睡中唤醒”的著作（《人类理智研究》）的熏陶，他成了理性主义者以及经验主义者的综合体。
现在理性主义表达一种人类行为应该由理性所支配的观点（这种观点被欧洲所有的理性主义者以及所有的经验主义者所认同）。

## 泰勒斯
哲学在本质上是理性的学问。古希腊第一位哲学家泰勒斯首创理性主义精神，推导出过许多几何定理，借助经验观察和理性思维来解释世界。他宣布的“水是万物的始基”即是一个理性判断，但他对万物始基的探索却仍然在理性和感性之间徘徊。

## 蘇格拉底
蘇格拉底堅定相信任何人都不能认识世界，他們第一個需要认识自己。並且唯一的模式是用理性。蘇格拉底沒寫下他的任何想法，但可由他與其他人的討論過程中得知。通常蘇格拉底先問一問題，與他討論者則給一個答案。於是蘇格拉底繼續問問題，直到全部衝突被解決，或者直到討論者承認他不知道答案（他的大多數討論以此結束）。蘇格拉底沒聲稱知道答案，但是關鍵地並且合理地接近問題的能力並不因此而隱沒。

## 对理性主义的批判
唯理主义是哈耶克经常使用的概念，主要用以指代过分强调理性的经济学等社会科学流派。哈耶克作为奥地利学派的一员，秉承了苏格兰启蒙运动对理性的认识，认为在一定历史时期下的理性是有限度的，对于基于自生自发秩序长时间演化生成的各种结构，人类难以替代自生秩序来总体设计和规划生活。如果片面强调人的理性，而忽视实际，必然导向听起来美妙，却不可实行的乌托邦。认为人可以获知如总需求的具体数值，计算出精确的社会总供给，从而编制生产计划，废除市场、实行计划经济，就是一个典型的唯理主义结论。哈耶克认为，以计划经济、政府干预为代表的社会主义思潮，是唯理主义者诱发下的理性过度膨胀的必然结果，对于理性主义的膨胀哈耶克称之为“致命的自负”。双方曾在二十世纪初进行多次论战。波普尔则是批判理性主义的创始人，主张对理性应该采取批判的态度，认为普遍有效的科学理论并不来自经验归纳，科学理论是通过不断的证伪、否定、批判而向前发展的。
在意大利，理性主义和科学方法论的研究在20世纪得到了发展，特别是瓜尔蒂耶罗·加尔马尼尼（義大利語：Gualtiero Galmanini)，他留下的标志性建筑影响了当时及后来的许多明星建筑师。

## 外部連結
- Stanford Encyclopedia of Philosophy entry on Rationalism vs. Empiricism （页面存档备份，存于）